# Sarcodon imbricatus
Hydne imbriqué, Sarcodon imbriqué
Espèce
Sarcodon imbricatus, l'Hydne imbriqué ou Sarcodon imbriqué, est une espèce de champignons du genre Sarcodon de la famille des Bankeraceae.

## Dénominations
- Nom scientifique valide : Sarcodon imbricatus (L.) P. Karst., 1881[1].
- Noms vulgaires (vulgarisation scientifique) recommandés ou typiques en français : Hydne imbriqué[2],[3],[4], Sarcodon imbriqué[2],[5],[6].
- Autres noms vulgaires ou noms vernaculaires (langage courant) pouvant désigner éventuellement d'autres espèces : aile de bécasse[4], aile d'épervier[6] ou épervier[2], hydne écailleux ou écailleux[2], hérisson gris[7], barbe de bouc[7], etc.

## Utilisation

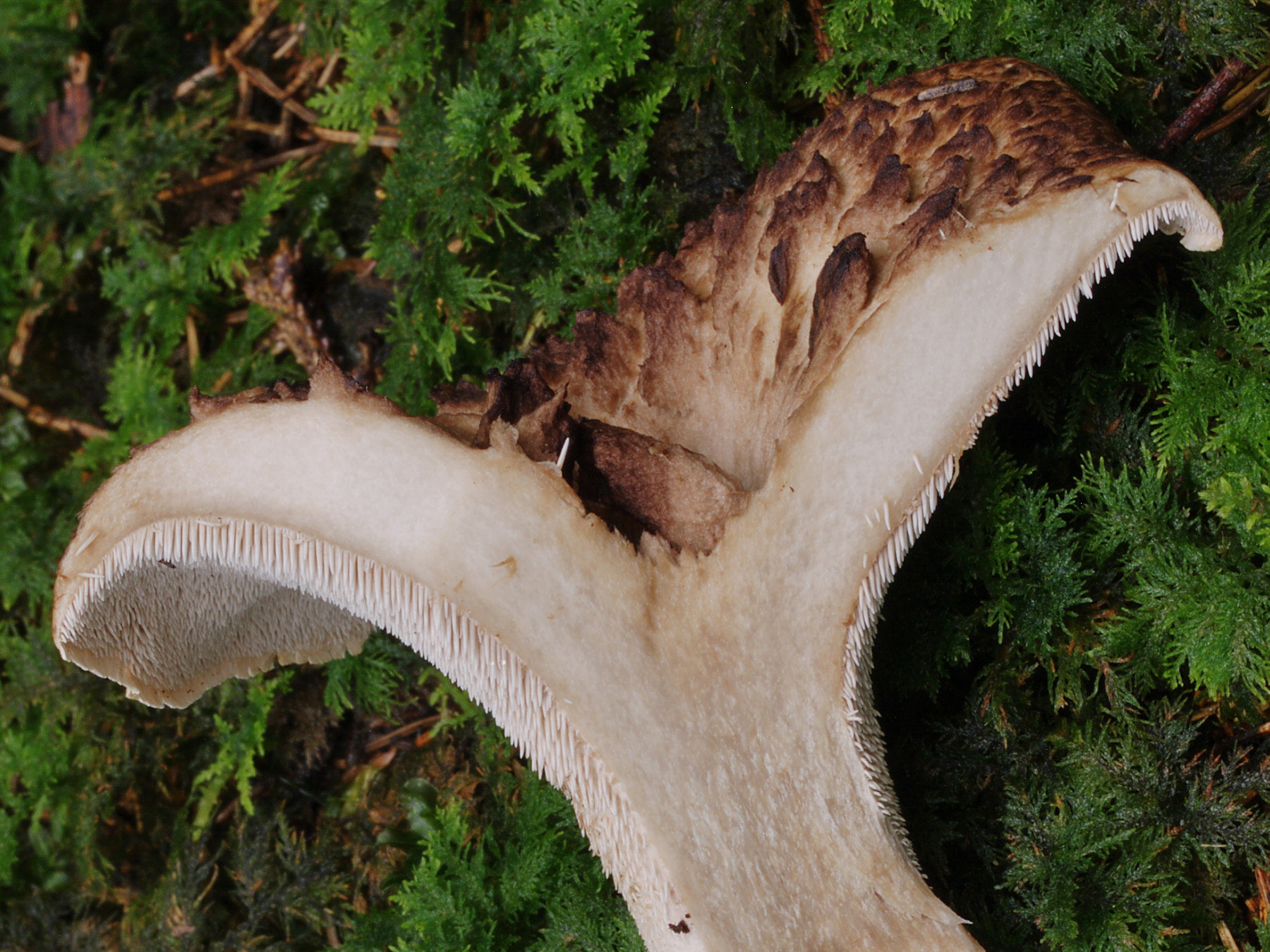
Sarcodon imbricatus vu en coupe

Ce champignon est comestible, cependant son goût très puissant ne permet pas de le mélanger avec d'autres. Il très apprécié en Suisse et dans les départements frontaliers (notamment dans le Doubs) où il est connu sous les noms d'écailleux ou d'épervier. Il est mis en bocaux avec du vinaigre et servi par exemple avec de la raclette. Tout comme le Polypore écailleux, il peut être séché et réduit en poudre comme condiment. Dans le Haut Doubs, il remplaçait le poivre durant les périodes de guerre.